# Amisfield Tower

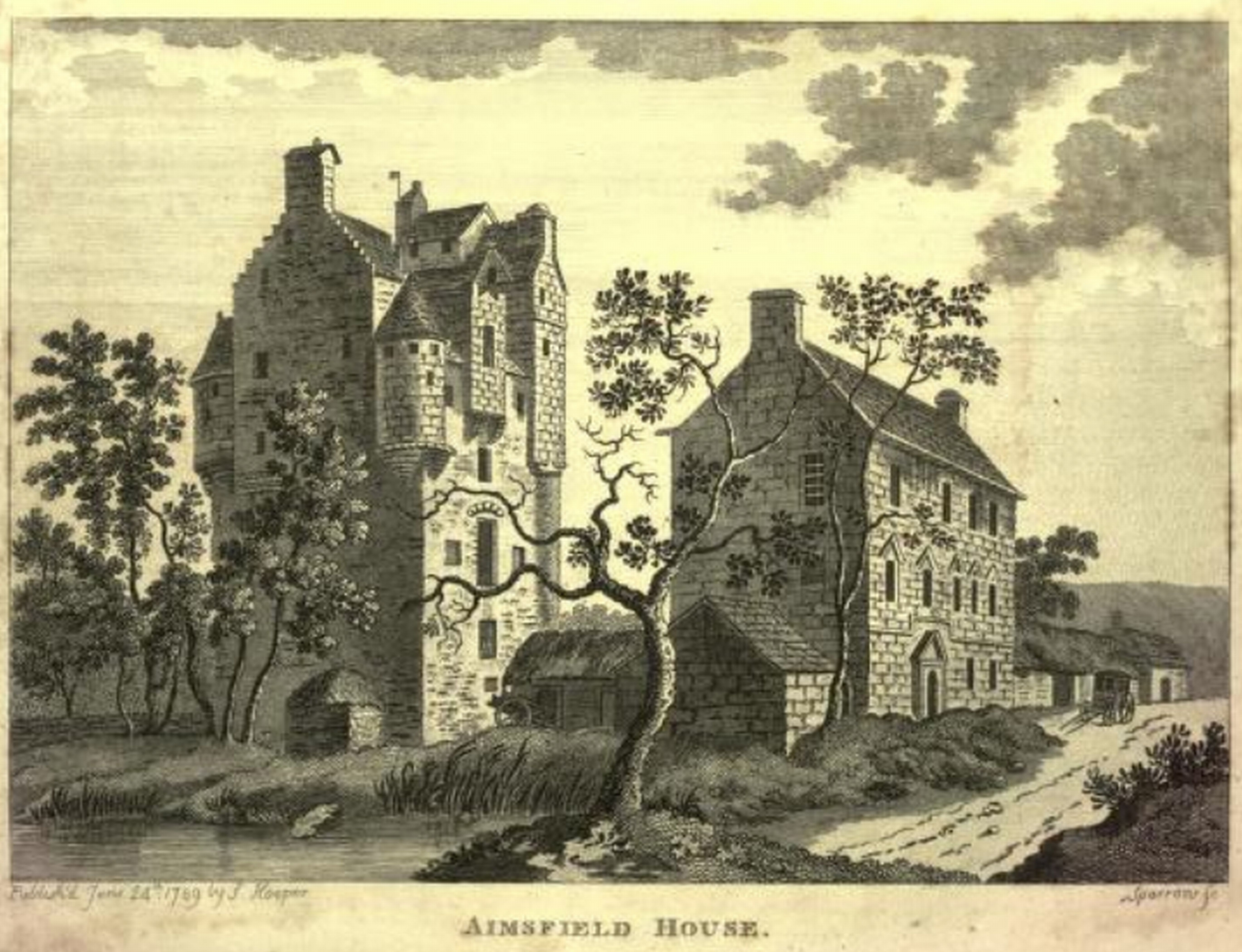
Amisfield Tower

Amisfield Tower ist ein Tower House nahe der schottischen Ortschaft Amisfield in der Council Area Dumfries and Galloway. 1971 wurde das Bauwerk in die schottischen Denkmallisten in der höchsten Denkmalkategorie A aufgenommen. Des Weiteren war es als Scheduled Monument klassifiziert. Dieser Status wurde jedoch 2018 aufgehoben. Das Objekt ist nicht zu verwechseln mit dem Amisfield House in East Lothian.

## Beschreibung
Das Tower House liegt isoliert rund einen Kilometer nordwestlich von Amisfield. Es gehörte zu den Wehrbauten des Clan Charteris, der es im Jahre 1600 erbaute. Möglicherweise existierte ein Vorgängerbauwerk am Standort, das lediglich umfassend überarbeitet wurde. So könnte das Fundament bis auf Höhe der großen Halle rund 60 Jahre früheren Datums sein.

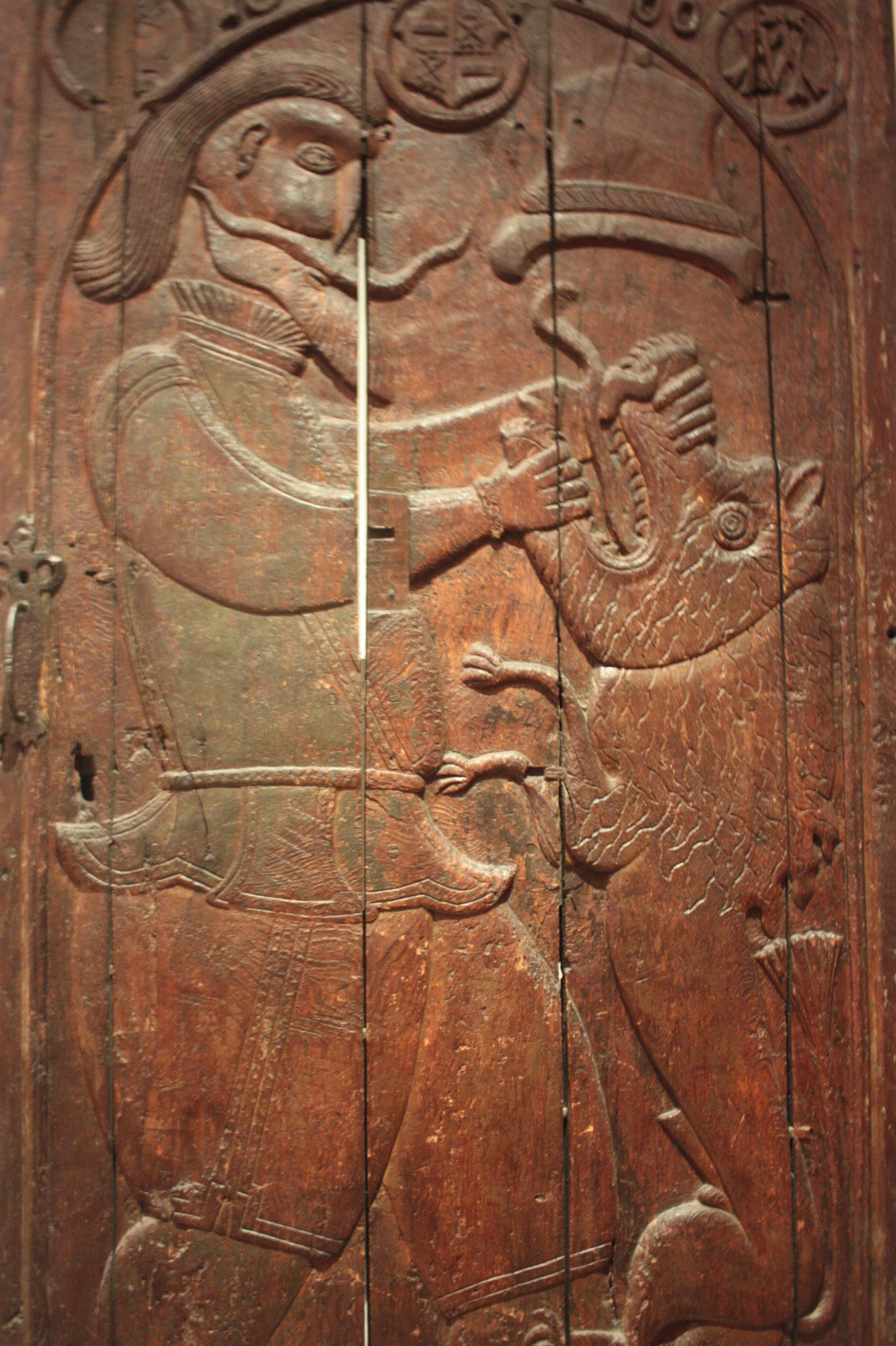
Ehemaliges Eingangsportal von Amisfield Tower

Amisfield Tower weist einen annähernd quadratischen Grundriss von 9,6 m × 8,7 m auf. Das vierstöckige Bruchsteinbauwerk mit Details aus rötlichem Naturstein ist 23,5 m hoch. Das Eingangsportal befindet sich an der Südseite. Eine aus dem Jahre 1600 stammende Türe zeigt den Kampf Samsons mit dem Löwen und ist heute im National Museum of Antiquities of Scotland ausgestellt. An der Südostkante tritt ein gerundeter Treppenturm heraus, während an der Nordseite zwei Ecktourellen mit Kegeldächern auskragen. In die Fassaden sind rechteckige Fenster und Schießscharten eingelassen. Der Turm schließt mit einem schiefergedeckten Satteldach. Giebelständig sitzt an der Ostseite ein Haus mit Satteldach auf, während die Westseite mit Staffelgiebel gearbeitet ist.
Die Räume im Inneren weisen grob L-förmige Grundrisse auf, was dem Treppenturm geschuldet ist. In dem ebenerdigen Raum mit Gewölbedecke ist ein Zimmer abgetrennt, das als Wachraum gedient haben könnte. Offene Kamine sind im ersten und zweiten Obergeschoss an der Westseite eingelassen. Letztgenanntes Geschoss ist außerdem mit einem gemalten Fries gestaltet. Der Dachstuhl ruht auf Kragsteinen.